# 交野市立倉治小学校
交野市立倉治小学校（かたのしりつ くらじしょうがっこう）は大阪府交野市にある公立小学校。
交野市立交野小学校より分離し、1974年に現在地で開校した。

## 沿革
- 1974年4月1日 - 交野市立倉治小学校として開校。
- 1974年7月 - 屋内体育館・プール完成。
- 1998年8月 - 配膳室・体育館屋根改修工事。
- 1999年6月 - プール改修工事。
- 2001年3月 - 長蛇雲梯完成。
- 2002年3月 - 家庭科室全面改修工事。

## 通学区域
- 交野市 大字倉治、倉治1丁目-9丁目、東倉治1丁目-5丁目、神宮寺1丁目・2丁目。

卒業生は基本的に交野市立第二中学校に進学する。

## 最寄り駅
- 片町線（学研都市線） 津田駅 南へ約1.4km。

## おもな卒業生
- 北本亘 - プロ野球選手